# Aldosereduktase
Aldosereduktase (AR) (Gen: AKR1B1) ist ein Enzym, welches die Reduktion von verschiedenen Aldehyden und Ketonen (einschließlich Monosaccharide) katalysiert. Besonders ist die Aldosereduktase dafür bekannt, Glukose zu Sorbit umzuwandeln. Dies ist der erste Schritt im Polyolweg, der von Zellen benutzt wird, um ohne ATP-Verbrauch Fructose aus Glucose herzustellen. Die wichtigste Aufgabe von AR ist wahrscheinlich, giftige Aldehyde zu reduzieren, die im Stoffwechsel entstehen. Jedes Lebewesen benutzt AR. Die Nebennieren des Menschen produzieren am meisten AR, es ist jedoch in allen Gewebetypen aktiv.
Bei Diabetes mellitus oder Galactosämie entsteht durch die AR viel Sorbit, das sich aufgrund der Langsamkeit der Sorbitdehydrogenase in den Zellen ansammelt und insbesondere in den Nieren, Augen und Nerven Schäden durch den hohen osmotischen Druck verursacht. Um Folgeschäden von Diabetes zu lindern, versucht man daher, Arzneistoffe zu finden, die die AR hemmen. Ein erster Vermarktungsversuch mit Tolrestat musste 1997 wegen schwerer Lebertoxizität wieder zurückgenommen werden. Die bestuntersuchten möglichen Arzneistoffe sind momentan Epalrestat und Ranirestat. Epalrestat hat in Japan die Zulassung erhalten.
Neben der Funktion im Zuckermetabolismus und bei der Entgiftung von Aldehyden spielt AR noch eine Rolle bei der Signaltransduktion während entzündlicher Prozesse.

## Reaktionen
+ NADPH + H+ {\displaystyle \rightleftharpoons }
 + NADP+

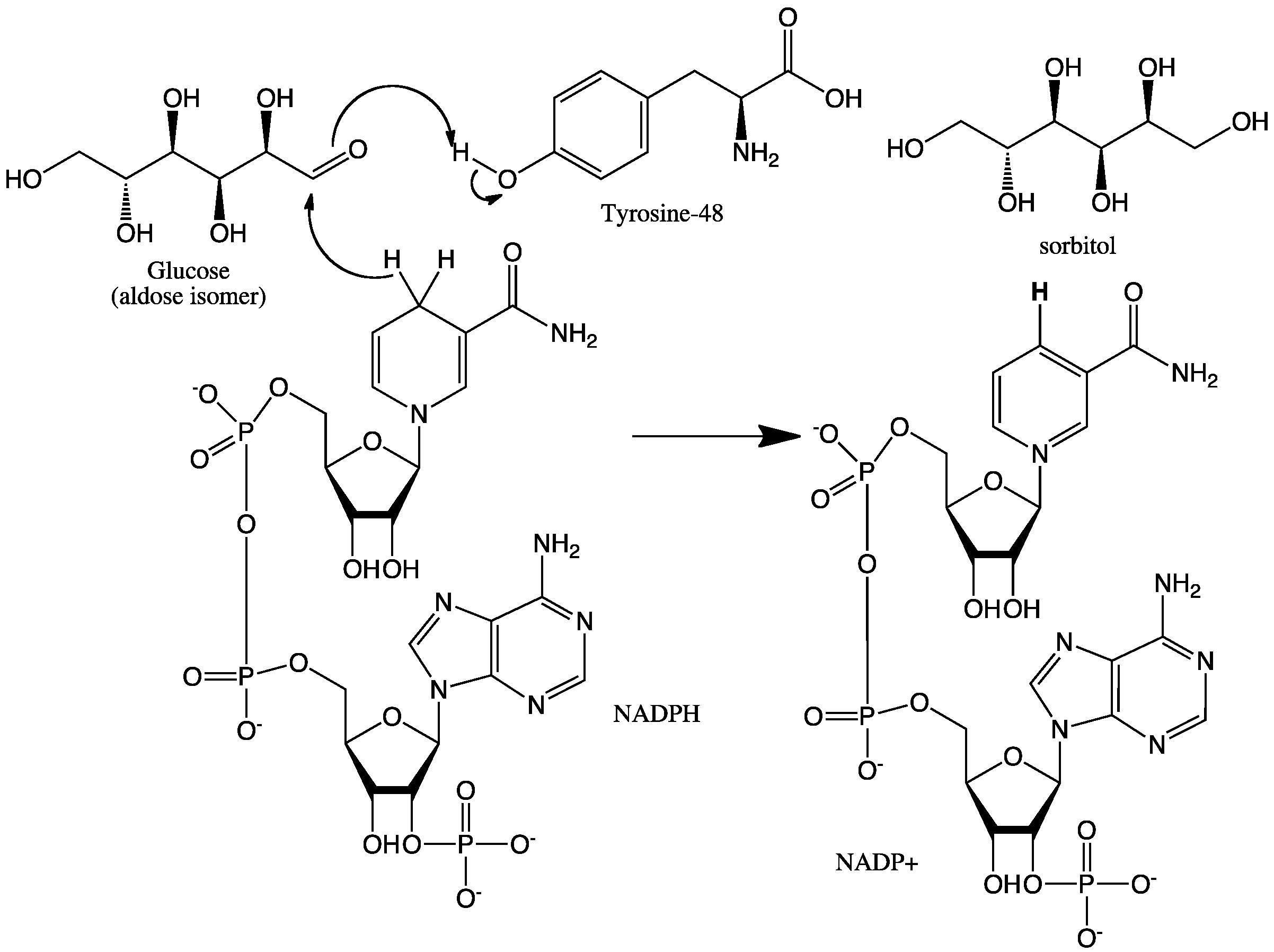
Reaktionsmechanismus von der Umwandlung von Glucose zu Sorbitol

D-Galactose wird durch die Aldosereduktase mit NADPH als Cofaktor zu Galaktit umgesetzt.